# Tenggak
Tenggak is een bestuurslaag in het regentschap Sragen van de provincie Midden-Java, Indonesië. Tenggak telt 2967 inwoners (volkstelling 2010).